# Baron Panmure

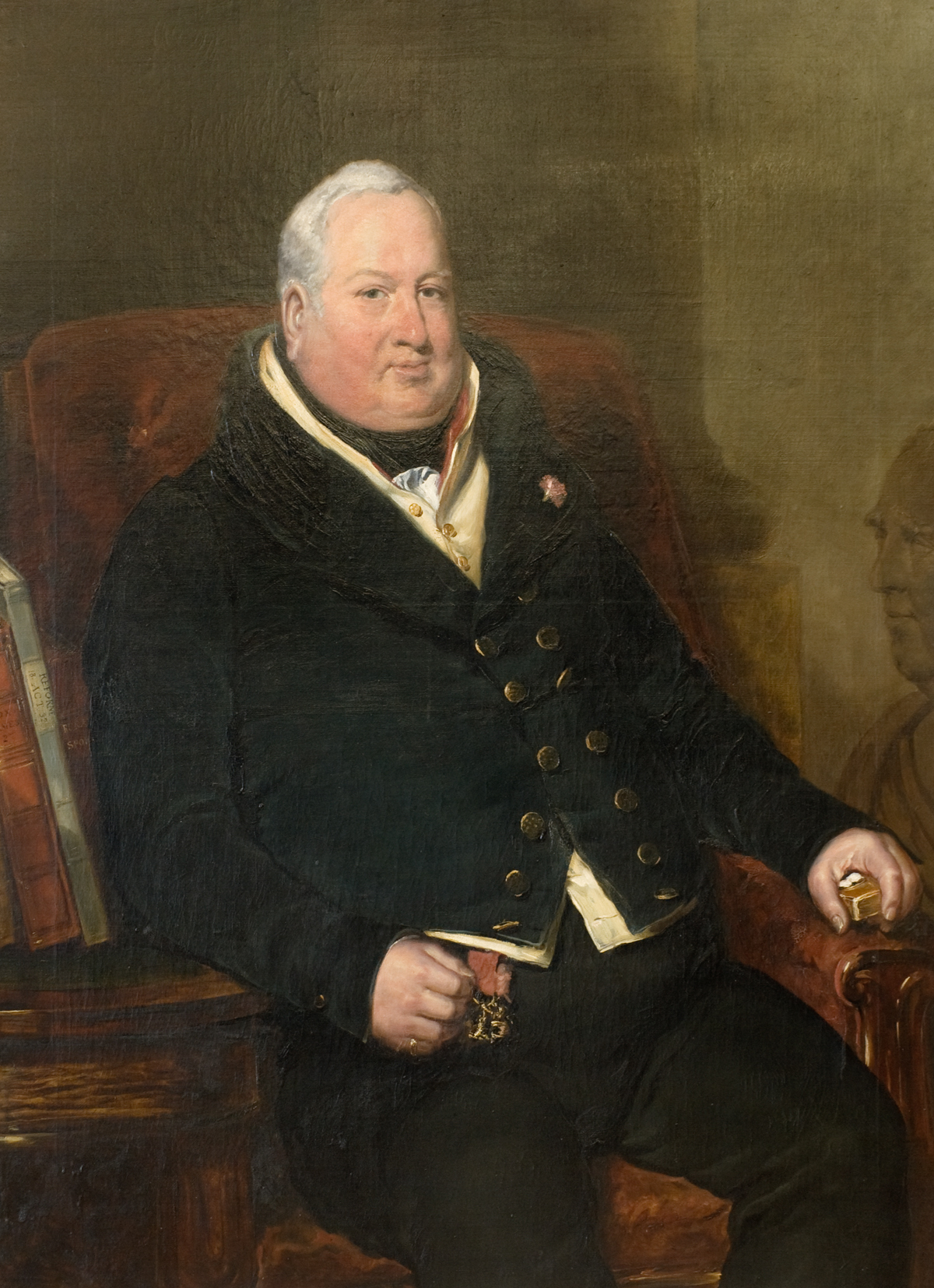
William Maule, 1. Baron Panmure

Baron Panmure, of Brechin and Navar in the County of Forfar, war ein erblicher britischer Adelstitel in der Peerage of the United Kingdom.

## Verleihung
Der Titel wurde am 10. September 1831 für den langjährigen Unterhausabgeordneten William Maule geschaffen. Er war als William Ramsay geboren und war der zweite Sohn des George Ramsay, 8. Earl of Dalhousie. William Maule, 1. Earl Panmure war ein Onkel mütterlicherseits seines Vaters. Als dieser 1782 kinderlos verstorben war, hatte er dessen Familienanwesen geerbt und mit königlicher Lizenz dessen Nachnamen Maule angenommen.
Sein Sohn, der 2. Baron, erbte 1860 von seinem Cousin James Broun-Ramsay, 1. Marquess of Dalhousie, den Titel 11. Earl of Dalhousie und nahm den Nachnamen Maule-Ramsay an. Als dieser am 6. Juli 1874 kinderlos starb, erlosch die Baronie Panmure. Das Earldom Dalhousie fiel hingegen an seinen Cousin George Ramsay und existiert bis heute.

## Liste der Barone Panmure (1831)
- William Maule, 1. Baron Panmure (1771–1852)
- Fox Maule-Ramsay, 11. Earl of Dalhousie, 2. Baron Panmure (1801–1874)